# Jacob Allerhand
Jacob Allerhand (geboren 1930 in Ludwipol bei Riwne, Polen; gestorben 3. November 2006 in Wien) war ein deutscher Judaist. Er lehrte ab 1983 als außerordentlicher Professor an der Universität Wien Judaistik und Hebraistik.

## Leben
Allerhand studierte Mitte der 1950er Jahre an der Freien Universität Berlin Orientalistik mit Schwerpunkt Turkologie, weil er im Krieg als Flüchtling in Usbekistan bei einer jüdischen Familie Zuflucht fand. In dieser Zeit war er auch Vorsitzender des Verbands jüdischer Studenten in West-Berlin.
Sein späterer Lehrer Kurt Schubert empfahl Allerhand als Studenten für das neu begründete Institut für Judaistik in Wien. Hier promovierte er mit dem Dissertationsthema „Die Bedeutung des Landes Israel in der osteuropäischen Haskalaliteratur“ 1971 zum Dr. phil. und blieb auch nachfolgend dem Thema Haskala treu. Mit einer Arbeit über die Geschichte der Juden in Russland habilitierte er sich 1983, verlegte sein Hauptinteresse jedoch auf die Aufgaben und Funktionen im Rahmen der Wiener Jüdischen Gemeinde. Auch wenn die universitäre Arbeit nicht sein Hauptinteresse ausmachte, erhielt er kurz nach der Habilitation den Titel eines „Außerordentlichen Professors“ und lehrte auch noch als emeritierter Professor für Judaistik und Hebraistik und unterrichtete Jiddisch an der Universität Wien. Am 3. November 2006 verstarb er im Alter von 76 Jahren.

## Ehrungen
- 1993: Verdienstkreuz 1. Klasse der Bundesrepublik Deutschland

## Werke (Auswahl)
- Das Judentum in der Aufklärung (= Problemata, 86). Frommann-Holzboog, Stuttgart-Bad Cannstatt, 1980, ISBN 978-3-7728-0791-6.
- Jiddisch. Ein Lehr- und Lesebuch. Mandelbaum Verlag, Wien, 2001, ISBN 978-3-85476-055-9.